# تبدیل نوشتار
تبدیل نوشتار روشی ست برای نوشتن یک متن با خط یک زبان دیگر برای کمک به تلفظ درست واژه‌ها.
دو روش برای این کار وجود دارد:
نویسه‌گردانیبا کمک نویسه‌واره، به عنوان مثال از یک خط به خط دیگر
ترانویسیبا کمک واج، از یک روش نوشتاری به یک روش نوشتاری دیگر و گاهی ممکن است همراه با نویسه‌گردانی باشد.
روش بازگردانی تبدیل نوشتار برای بازگردانی مجدد متن به زبان اصلی کاربر دارد.